# Óscar Cárdenas
Óscar Cárdenas Barroto (ur. 11 sierpnia 1982) – kubański judoka. Olimpijczyk z Pekinu 2008, gdzie zajął siedemnaste miejsce w wadze półśredniej.
Uczestnik mistrzostw świata w 2005 i 2007. Startował w Pucharze Świata w 2006, 2007 i 2009. Brązowy medalista igrzysk panamerykańskich w 2007. Triumfator igrzysk Ameryki Środkowej i Karaibów w 2006. Wygrał mistrzostwa panamerykańskie w 2007 i trzeci w 2008 roku. 

## Letnie Igrzyska Olimpijskie 2008
| Konkurencja | Eliminacje                | Eliminacje        | Klas. końcowa |
| Konkurencja | Przeciwnik I              | Przeciwnik II     | Miejsce       |
| ----------- | ------------------------- | ----------------- | ------------- |
| 81 kg       | Anthony Rodriguez (FRA) Z | João Neto (POR) P | 17.           |